# Svalbomal
Svalbomal (Tinea svenssoni) är en fjärilsart som beskrevs av Opheim 1965. Svalbomal ingår i släktet Tinea och familjen äkta malar.
Artens utbredningsområde är Sverige. Arten är reproducerande i Sverige. Inga underarter finns listade i Catalogue of Life.